# Fertőd
Fertőd [ˈfɛrtøːd] ist eine ungarische Stadt im Kreis Sopron im Komitat Győr-Moson-Sopron. Zur Stadt gehören die Ortsteile Süttör und Tőzeggyármajor.

## Geografische Lage
Fertőd liegt 21 Kilometer südöstlich der Kreisstadt Sopron, gut 6 Kilometer südöstlich des Neusiedler Sees und grenzt im Norden an Österreich. Nachbargemeinden sind Sarród, Kapuvár, Fertőendréd, Petőháza, Fertőszentmiklós und Fertőszéplak.

## Geschichte
Der Name hängt mit der ungarischen Bezeichnung des Steppensees Fertő-tó zusammen, an dessen Süd- und Ostrand sich ein fruchtbares Flachland erstreckt. Fertőd hat etwa 3.400 Einwohner und entstand 1950 aus der Zusammenlegung der Orte Eszterháza und Süttör.

## Sehenswürdigkeiten
- das am Ortsrand von Fertőd liegende Schloss Esterházy. Dieses bekannte Rokokoschloss der früheren Fürsten Esterházy zählt zum UNESCO-Weltkulturerbe und zieht als  ungarisches Versailles viele Besucher an.
- Fürst Nikolaus IV. Esterházy de Galantha († 1920), seine Ehefrau Margit († 1910), ihr Sohn Anton († 1944) und weitere Familienangehörige sind im Esterházy'schen Familienfriedhof Fertőd bestattet, der sich in einem kleinen Park rund zwei Kilometer nordöstlich des Schlosses Esterházy befindet (Position: 47° 38′ 8,1″ N, 16° 53′ 4,8″ O).
- die moderne römisch-katholische Kirche Szent Kereszt felmagasztalása, eingeweiht 1986 mit einem Altarbild von Erzsébet Udvardi.
- der Nationalpark Fertő-Hanság (236 km²), in den auch die südlichen Sümpfe und der Schlosspark eingebunden sind. Er wurde 2001 mit Österreichs Nationalpark Neusiedler See-Seewinkel wegen seiner Tier- und Pflanzenwelt zum UNESCO-Welterbe erklärt.
- eine seit längerem ausgebaute grenzländische Radroute um den Neusiedler See, die das nahe Sopron (25 km) mit dem Seewinkel (Pamhagen 10 km) oder den Weinbergen im burgenländischen Westen des Sees verbindet. Sie hat schon zur Zeit des visumfreien „Gulaschkommunismus“ viele Sportler und kulturell Interessierte angelockt.

Schloss Esterházy
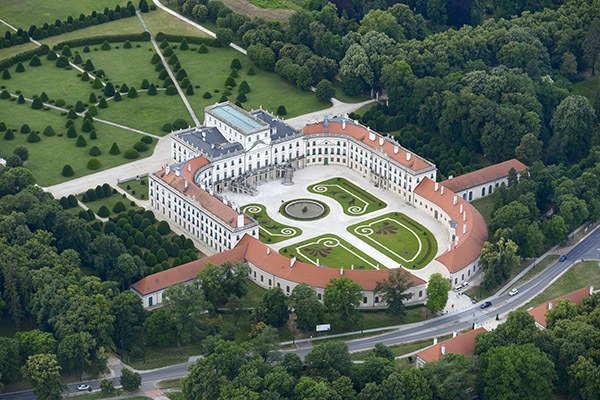
Luftbild
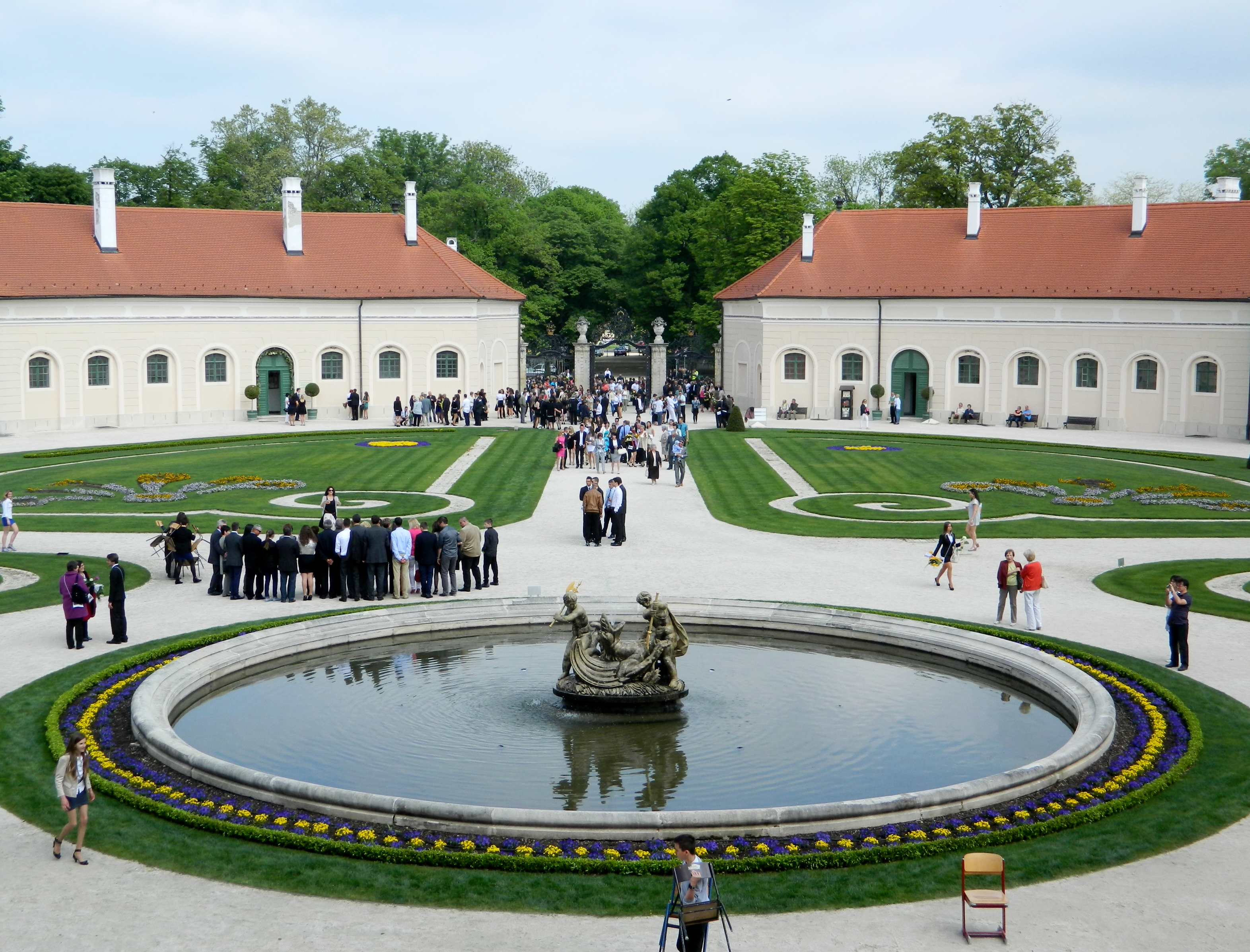
Innenhof

## Städtepartnerschaften
- Millingen am Rhein, Niederlande

## Persönlichkeiten
- Josef Ignaz Schroth (* 1764 in Fertőd, † 1797 in Wien), österreichischer Bildhauer
- Joseph Haydn (* 1732, † 1809), österreichischer Komponist, war als Kapellmeister der Familie Esterházy in den Jahren 1769–1790 Bewohner des Schlosses[3]

Eisenbahnhaltestelle Fertőszéplak-Fertőd

## Verkehr
In Fertőd treffen die Landstraßen Nr. 8518, Nr. 8521 und Nr. 8531 aufeinander. Von der Eisenbahnhaltestelle Fertőszéplak-Fertőd bestehen Zugverbindungen nach Fertőszentmiklós sowie über Pamhagen nach Österreich. Weiterhin bestehen Busverbindungen in alle umliegenden Gemeinden sowie nach Sopron und über Kapuvár und Csorna nach Győr.